# Hietajärvi (sjö i Finland, Lappland, lat 67,47, long 27,65)
Hietajärvi är en sjö i Finland. Den ligger i kommunen Savukoski i landskapet Lappland, i den norra delen av landet, 800 km norr om huvudstaden Helsingfors. Hietajärvi ligger 207 meter över havet. Arean är 40,4 hektar och strandlinjen är 2,99 kilometer lång. Sjön  ingår i Kemi älvs huvudavrinningsområde.  
I övrigt finns följande vid Hietajärvi:
- Hietavaara (en kulle)